# Ruf SCR 2018

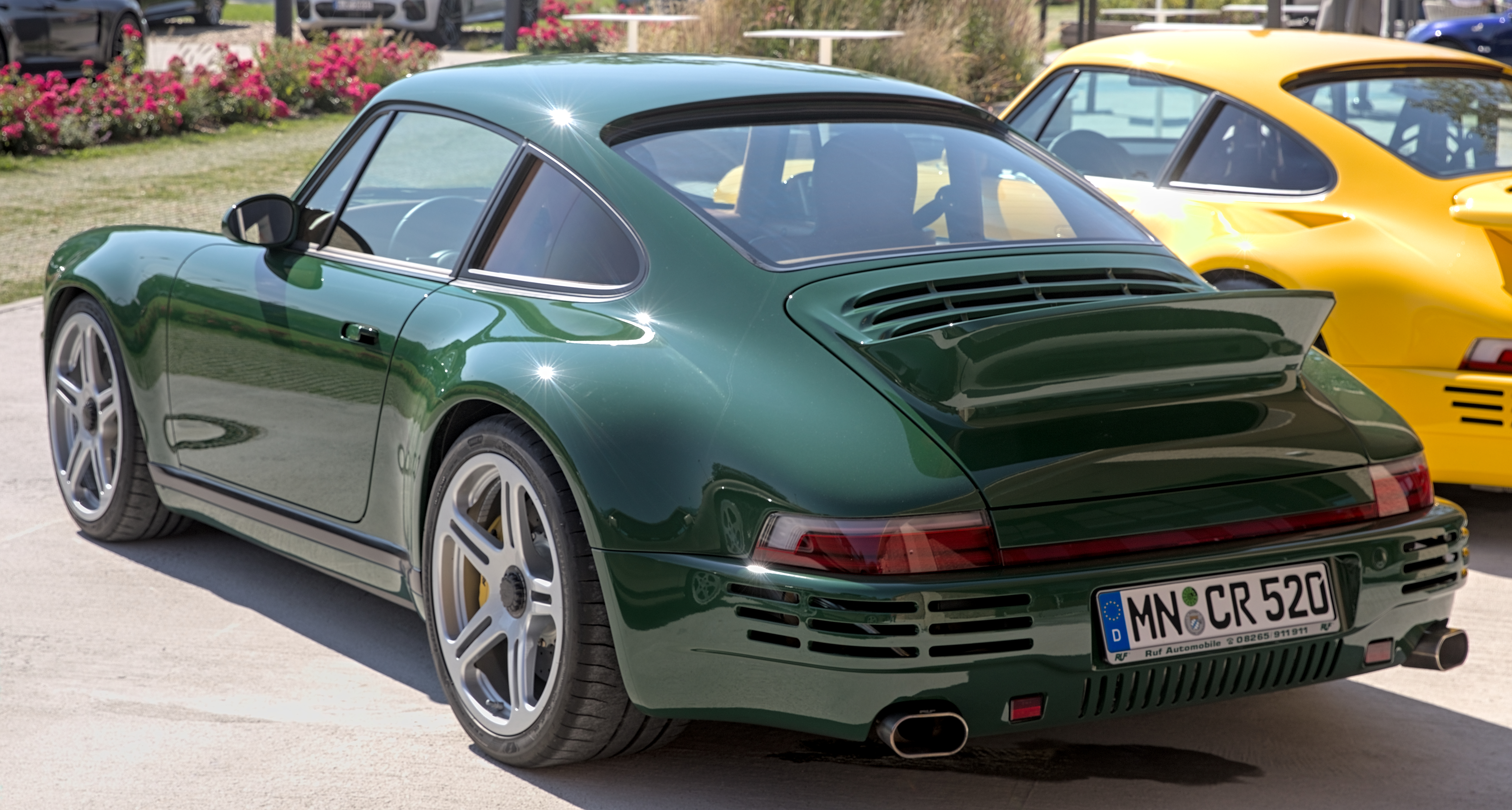
Heckansicht

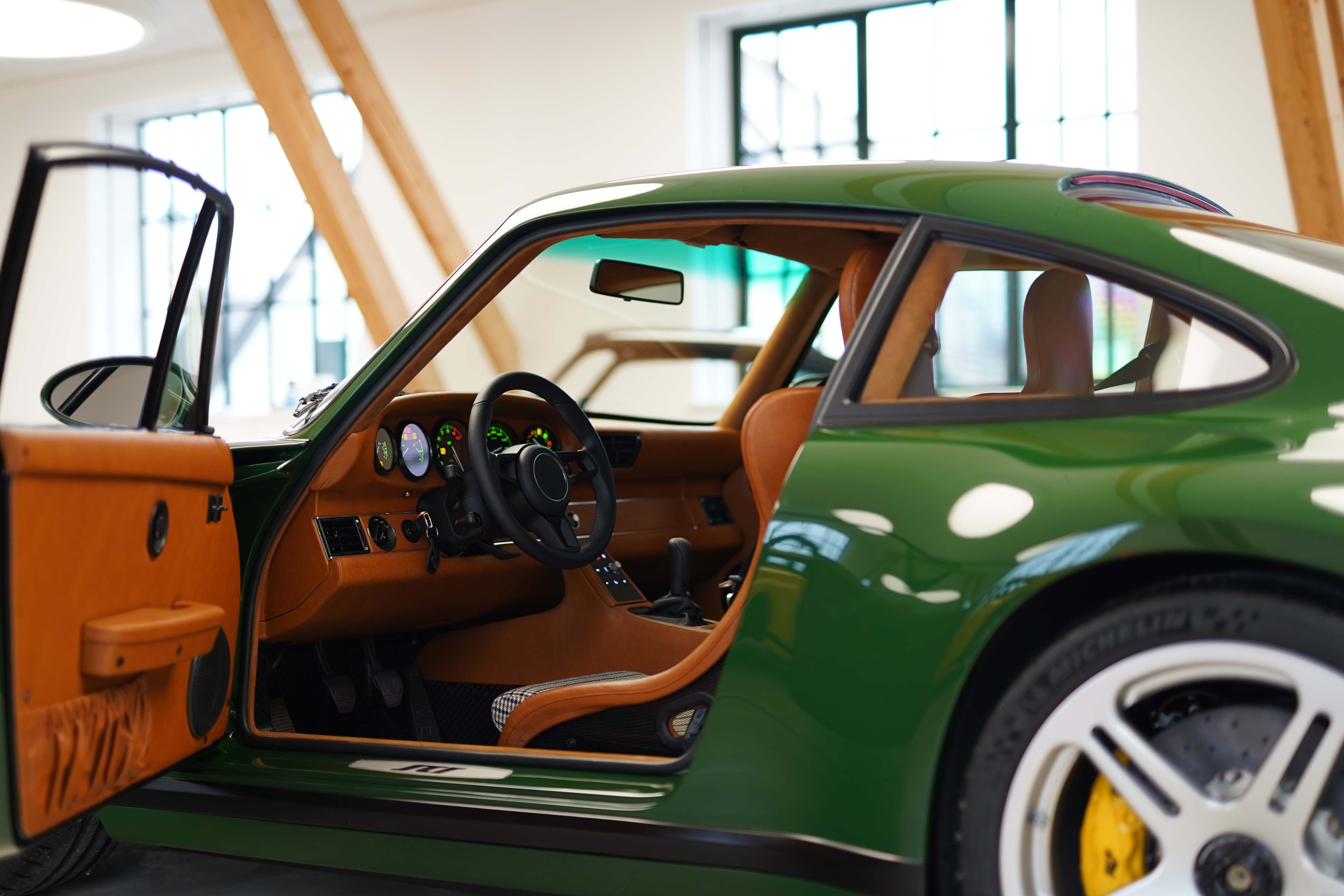
Innenansicht

Der Ruf SCR 2018 ist ein Sportwagen des süddeutschen Automobilherstellers Ruf Automobile.

## Modellgeschichte
Das Fahrzeug wurde auf dem 88. Genfer Auto-Salon im März 2018 als zweites eigenständig entwickeltes Fahrzeug des Herstellers nach dem CTR Anniversary vorgestellt. Zuvor gab es von Ruf lediglich modifizierte Porsche-Modelle wie beispielsweise den namensgleichen Ruf SCR von Ende der 1970er-Jahre. Optisch ähnelt der SCR 2018 dem Porsche 964, technisch baut er jedoch auf einem Monocoque aus kohlenstofffaserverstärktem Kunststoff mit angeschraubtem Hilfsrahmen aus Stahlrohr und Leichtmetall auf. Die Produktion des Fahrzeugs ist nicht limitiert, jährlich sollen 15 in Pfaffenhausen gebaut werden.

## Technische Daten
Im Gegensatz zum CTR Anniversary hat der SCR 2018 keinen Turbolader. Ein Vierliter-Boxermotor leistet maximal 375 kW (510 PS) bei 8270/min und hat ein maximales Drehmoment von 470 Nm bei 5760/min. Auf 100 km/h beschleunigen soll der Sportwagen in 3,4 Sekunden. Die Höchstgeschwindigkeit gibt Ruf mit 320 km/h an.
|                                             | Ruf SCR 2018                  |
| ------------------------------------------- | ----------------------------- |
| Bauzeitraum                                 | seit 2020                     |
| Motorkenndaten                              |                               |
| Motortyp                                    | Sechszylinder-Otto-Boxermotor |
| Motoraufladung                              | —                             |
| Hubraum                                     | 4000 cm³                      |
| Verdichtungsverhältnis                      | 13,1 : 1                      |
| max. Leistung bei min−1                     | 375 kW (510 PS) / 8270        |
| max. Drehmoment bei min−1                   | 470 Nm / 5760                 |
| Kraftübertragung                            |                               |
| Antrieb                                     | Hinterradantrieb              |
| Getriebe                                    | 6-Gang-Schaltgetriebe         |
| Messwerte                                   |                               |
| Höchstgeschwindigkeit                       | 320 km/h                      |
| Beschleunigung, 0–100 km/h                  | 3,4 s                         |
| Beschleunigung, 0–200 km/h                  | 11,9 s                        |
| Leergewicht                                 | 1325 kg                       |
| Kraftstoffverbrauch auf 100 km (kombiniert) | 13,6 l Super                  |
| CO2-Emissionen (kombiniert)                 | 324 g/km                      |